# فانتازم III: سيد الموتى (فلم)
فانتازم III: سيد الموتى (بالإنجليزية: Phantasm III: Lord of the Dead) هو فيلم رعب تم إنتاجه الولايات المتحدة وصدر سنة 1994 بطولة ريجي بانستر وآيه. مايكل بالدوين وأنجس سكريم, وهو الجزء الثالث من سلسلة أفلام الرعب «فانتازم».

## القصة
يواصل مايك وريجي محاولتهما للنيل من «الرجل الطويل».

## الميزانية والإيرادات
كلف الفيلم 2.5 مليون دولار.

## وصلات خارجية
مقالات تستعمل روابط فنية بلا صلة مع ويكي بيانات